# طيران آسيا (تايلاند)
طيران آسيا تايلاند أو أير أسيا تاي (تايلندية:ไทยแอร์เอเชีย) شركة طيران تايلاندية تابعة لشركة الطيران الماليزية أسيا أير وهو مشروع مشترك بين الشركة الرئيسية ومستثمرين تايلاندين لتخدم رحلات داخلية ودولية من بانكوك ومدن اخري في تايلاند.

## التاريخ
اطلقت الشركة عملياتها في تايلاند في فبراير 2004م عبر مشروع مشترك بين مستثمرين تايلاندين وشركة طيران آسيا

## الوجهات الداخلية
تسير الناقلة وجهات داخلية الي تشيانغ مي وتشيانغ ري في شمال تايلاند وهات ياي وكرابي وبوكيت وناراتيوات وناخون سي تاممارات وسورات ثاني في الجنوب التايلاندي وودون تاني في شمال شرق تايلاند

## الوجهات الدولية
تسير الناقلة رحلات دولية الي سنغافورة وهانوي وهو تشي منه وبنوم بنه ويانغون وكوالالمبور وبينانق وبالي والكثير من الوجهات الدولية الاخري.

## الأسطول

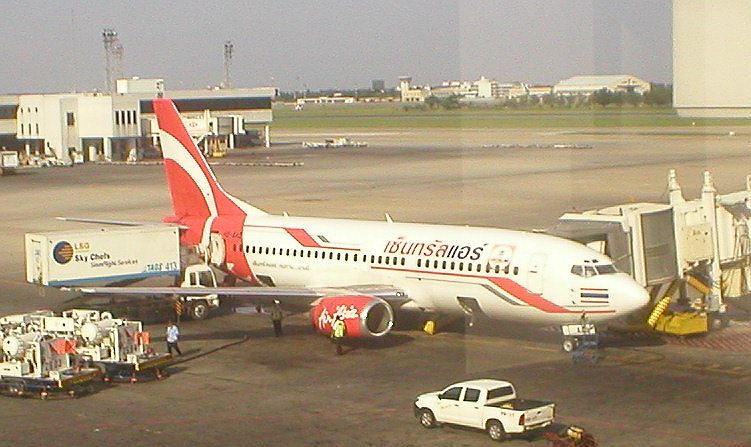
طائرة بوينغ 737-300 تابعة لطيران أسيا في مطار دون موينغ في بانكوك عام 2006

## وصلات خارجية
- الموقع الرسمي للشركة (بالإنجليزية)
- تفاصيل أسطول طيران اسيا (بالإنجليزية)